# じぶんROCK from Nicheシンドローム
『じぶんROCK from Nicheシンドローム』（じぶんロック・フロム・ニッチシンドローム）は、日本のロックバンド、ONE OK ROCKのTSUTAYA限定のレンタル専用シングル。

## 概要
- 2010年6月9日にリリースされたアルバム『Nicheシンドローム』に先駆け、その中からリードトラックである「じぶんROCK」を収録し、TSUTAYA限定・レンタル専用シングルとして製作され、4月28日からレンタルが開始された。
- 表題曲の他、カップリングには過去のアルバム（『ゼイタクビョウ』から『感情エフェクト』まで）から、リードトラックをそれぞれ1曲ずつ、そしてCDエクストラとして2009年11月26日、Zepp Tokyoでの公演より、「完全感覚Dreamer」のライブ映像を収録[1][注 1]。

## 収録曲
| #         | タイトル                    | 作詞  | 作曲・編曲 | 時間 |
| --------- | --------------------------- | ----- | ---------- | ---- |
| 1.        | 「じぶんROCK」              |       |            | 3:46 |
| 2.        | 「恋ノアイボウ心ノクピド」  |       |            | 2:55 |
| 3.        | 「必然メーカー」            |       |            | 3:33 |
| 4.        | 「内秘心書」(Album Version) |       |            | 3:49 |
| 合計時間: | 合計時間:                   | 14:00 |            |      |

| #         | タイトル                                           | 作詞 | 作曲・編曲 | 時間 |
| --------- | -------------------------------------------------- | ---- | ---------- | ---- |
| 1.        | 「完全感覚Dreamer」(Live at Zepp Tokyo 2009.11.26) |      |            | 4:53 |
| 合計時間: | 合計時間:                                          | 4:53 |            |      |